# Тиберій Ветурій Гракх Семпроніан (авгур)
Тиберій Ветурій Гракх Семпроніан (*Tiberius Veturius Gracchus Sempronianus, д/н —після 174 до н. е.) — політичний діяч часів Римської республіки. Іноді пишеться як Тит, проте це вважається помилкою при переписуванні, коли скорочували ім'я: замість «Ti» написали «T».

## Життєпис
Походив з впливового плебейського роду Семпроніїв. Син Тиберія Семпронія Гракха, авгура і понтифіка, та онук Тиберія Семпронія Гракха, консула 215 та 213 років до н. е. Про молоді роки нічого невідомо. Десь у 202—201 роках до н. е. був всиновлений представником патриціанського роду — Тиберієм Ветурієм Філоном, фламіном Марса з 204 року до н. е. Втім незрозуміло, чому після цього Тиберій взяв лише родове прізвище названого батька «Ветурій».
У 174 році до н. е. після смерті батька, Тиберій Гракх замінив його в колегії авгурів, куди було кооптовано. Про подальшу долю нічого невідомо.

## Родина
- Тиберій Ветурій Гракх Семпроніан, 137 року до н. е., прихильник Тиберія Гракха